# Aphaniosoma annulatum
Aphaniosoma annulatum är en tvåvingeart som beskrevs av Lyneborg 1973. Aphaniosoma annulatum ingår i släktet Aphaniosoma och familjen gulflugor.
Artens utbredningsområde är Spanien. Inga underarter finns listade i Catalogue of Life.